# 棉花岛
棉花岛是马来西亚登嘉楼州马江县的一座岛屿，在马江以东6千米的地方。它的面积大约1.5至2.5公里。棉花岛有热带丛林、清澈的海水、白色的沙滩和珊瑚礁。棉花岛被誉为是“潜水和浮潜天堂”。从马江可以乘坐渡船来到棉花岛。棉花岛有一种独特的蜗牛（Amphidromus）。